# تپه چکی
تپه چکی مربوط به هزاره اول قبل از میلاد است و در شهرستان فاروج، گنبد تپه نجف آباد واقع شده و این اثر در تاریخ ۲۳ فروردین ۱۳۴۶ با شمارهٔ ثبت ۶۹۵ به‌عنوان یکی از آثار ملی ایران به ثبت رسیده است.